# Heladská civilizace

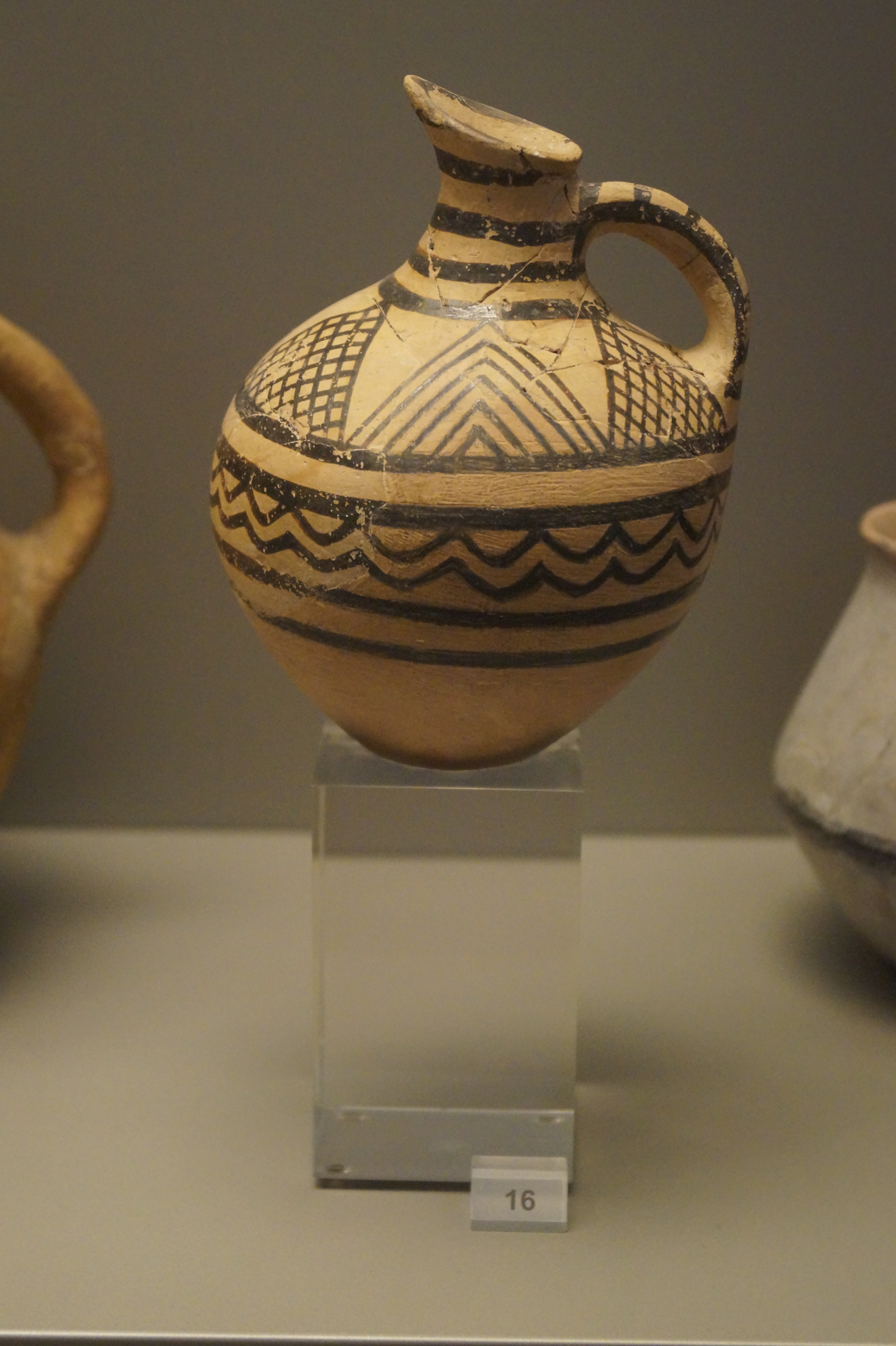
Raně heladský džbán

Heladská civilizace či heladská kultura  je souhrnné označení pro rané kultury pevninského starověkého Řecka v době přibližně od 2700 př. n. l. do 1100 př. n. l. Označení pochází od starořeckého názvu pro Řecko Ἑλλάς Hellas, počeštěně Hellada.
Starší doba heladská (cca do roku 2000) je kulturou doby měděné, vyznačuje se sídlišti městského typu s pravoúhlými domy. Sídliště této kultury byla z větší části zničena přistěhovalci, zřejmě již řeckými kmeny – Acháji. Střední doba heladská je kulturou doby bronzové, běžný je pravoúhlý dům typu megaron a výroba keramiky na hrnčířském kruhu. Mladší doba heladská je obdobím mykénské civilizace. Její zánik spolu s pádem dalších civilizací na konci doby bronzové není dodnes uspokojivě objasněn.
Heladská kultura je součástí egejské kultury a název byl zvolený jako protějšek k názvům kultur na řeckých ostrovech, tedy tzv. kykladské kultury a později mínojské civilizace.